# Hypsirhynchus polylepis
Espèce
Synonymes
- Dromicus polylepis Buden, 1966

Hypsirhynchus polylepis  est une espèce de serpents de la famille des Dipsadidae.

## Répartition
Cette espèce est endémique de l'Est de la Jamaïque.

## Description
L'holotype de Hypsirhynchus polylepis, un mâle adulte, mesure 387 mm dont 150 mm pour la queue. Cette espèce présente un dos et une face ventrale d'une teinte brun noirâtre sensiblement identique en intensité.

## Publication originale
- Buden, 1966 : An evaluation of Jamaican Dromicus (Serpentes, Colubridae) with the description of a new species. Breviora, vol. 238, p. 1-10 (texte intégral).